# تیمور شرقی
تیمور شرقی (به پرتغالی: Timor-Leste) با نام رسمی جمهوری دموکراتیک تیمور شرقی (به پرتغالی: República Democrática de Timor-Leste) کشوری است واقع در جنوب شرق آسیا، کنار دریای باندا، دریای تیمور و دریای فلورس، شرق ایالت سوندای شرقی اندونزی، جنوب مجموعه جزایر ملوک اندونزی و شمال استرالیا، پایتخت آن دیلی است.این کشور شامل نیمه شرقی جزیره تیمور، بخشی برون‌مرزی در شمال غربی به نام اوکوسه، جزایر کوچک آتاورو و جاکو است. استرالیا همسایه جنوبی این کشور است که توسط دریای تیمور از آن جدا شده است. مساحت این کشور ۱۴۹۵۰ کیلومتر مربع است. دیلی، در ساحل شمالی تیمور، پایتخت و بزرگترین شهر آن است.
تیمور شرقی ۱٬۳۵۴٬۶۶۲ نفر جمعیت دارد که ۹۹.۵۳ آنان مسیحی هستند و از این میان ۹۷.۵۷ درصد آنان مسیحی کاتولیک و ۱.۹۶ درصد پروتستان هستند.  زبان تتومی و پرتغالی زبان‌های رسمی تیمور شرقی هستند. واحد پول این کشور دلار آمریکا است.
تیمور در طول زمان توسط اقوام مختلف پاپوآیی و اتریشونیایی اسکان داده شد که ترکیبی متنوع از فرهنگ‌ها و زبان‌های مرتبط با آسیای جنوب شرقی و ملانزی را ایجاد کردند. تیمور شرقی در قرن شانزدهم تحت نفوذ پرتغال قرار گرفت و تا سال ۱۹۷۵ مستعمره پرتغال باقی ماند. درگیری‌های داخلی پیش از اعلام یکجانبه استقلال و تهاجم و الحاق اندونزی رخ داد. اشغال بعدی تیمور شرقی توسط اندونزی با نقض شدید حقوق بشر، از جمله شکنجه و قتل عام، مجموعه‌ای از رویدادها به نام نسل‌کشی تیمور شرقی، مشخص شد. مقاومت در سراسر دوران حکومت اندونزی ادامه یافت در جریان خشونت‌ها در سال ۱۹۹۹ بیش از یک هزار نفر کشته و عده زیادی بی‌خانمان شدند. بیشتر موارد نقض حقوق بشر و خونریزی‌ها در تیمور شرقی در سال ۱۹۹۹، نتیجه اقدامات شبه نظامیان مسلح بوده و ارتش اندونزی مسئول مسلح کردن و متشکل کردن این شبه نظامیان بوده‌است  و سرانجام‌ یک اقدام خودمختاری تحت حمایت سازمان ملل متحد منجر به انصراف اندونزی از کنترل این سرزمین شد.تیمور شرقی تا سال ۲۰۰۲  از جمله استان‌های اندونزی بود و سرانجام در ۲۰ مه ۲۰۰۲  تیمور شرقی از اندونزی جدا شد و اعلام استقلال کرد. این کشور به اولین کشور مستقل جدید قرن بیست و یکم تبدیل شد. در همان سال، روابط با اندونزی برقرار و عادی شد و اندونزی نیز از پیوستن تیمور شرقی به آسه‌آن حمایت کرد 
۷۸/۵ درصد مردم این کشور کوچک طی همه‌پرسی عمومی و زیر نظارت نیروهای حافظ صلح ملل متحد، در ۳۰ اوت ۱۹۹۹ به استقلال خود از اندونزی رای دادند که با توجه به عدم داشتن تجربه جهت امور کشور، آماده‌سازی دولت جهت به دست گرفتن قدرت و استقرار نظام اداری جدید، مقدماتی لازم داشت که با سپردن موقتی به سازمان ملل تحت عنوان دولت انتقالی این امر در سال ۲۰۰۲ فراهم گردید.
این کشور کوچک و نوپاترین دموکراسی آسیا، در سال ۲۰۱۸ میلادی به رغم گذشت ۱۵ سال بعد از استقلال از اندونزی با چالش‌های اقتصادی بسیار زیادی مبارزه می‌کرد.
جمعیت تیمور شرقی به دلیل نرخ  باروری بالا، رو به  جوان شدن است. در نیم قرن گذشته آموزش باعث افزایش سوادآموزی ، به ویژه در دو زبان رسمی پرتغالی و تتوم شده است. تنوع قومی و زبانی بالا در ۳۰ زبان بومی که در کشور صحبت می‌شود، منعکس شده است. اکثر جمعیت کاتولیک هستند که در کنار سنت‌ها و باورهای قوی محلی، به ویژه در مناطق روستایی، همزیستی دارند.

## تاریخ

### پیشینه
نخستین انسان‌ها ۴۲ هزار سال پیش به تیمور شرقی رسیدند. نوادگان دست‌کم سه موج از مهاجرت هنوز در تیمور شرقی از یکدیگر متمایز هستند. نخستین موج را انسان‌شناسان مردمانی از گونه مردم ودا-استرالی‌وار می‌نامند. حدود سه هزار سال پیش از میلاد موج دوم، ملانزی‌ها را به این نواحی آورد. با ورود تازه واردان، مردم ودا-استرالی‌وار در این زمان به کوهستان‌های داخلی پناه بردند.
سرانجام مالای‌های اولیه با موج سوم از جنوب چین و شمال هندوچین به راه افتاده و به تیمور شرقی رسیدند. بازرگانان هاکا از جمله نوادگان این گروه آخر هستند. افسانه‌های آفرینش تیموری‌ها از نیاکانی نام می‌برند که پیرامون انتهای شرقی تیمور دریانوردی کرده و در جنوب پا به خاک گذاشتند.

### ورود استعمارگران
اشغال مؤثر بخش‌های کوچکی از این ناحیه در سال ۱۷۶۹ با تأسیس شهر دیلی آغاز شد و تیمور به استعمار پرتغال درآمد و با نام تیمور پرتغال شناخته شد. مرز قطعی میان نیمه غربی جزیره که مستعمره هلند، و نواحی شرقی جزیره که مستعمره پرتغال بود، در سال ۱۹۱۴ توسط دیوان دائمی داوری معین شد. این همین مرز است که امروزه مرز بین کشور تیمور شرقی و اندونزی را تشکیل می‌دهد.
برای پرتغالی‌ها، تیمور شرقی تا اواخر سده نوزدهم چیزی بیش از یک پایگاه بازرگانی دورافتاده و کم‌اهمیت نبود و سرمایه‌گذاری پرتغالی‌ها در زیرساخت، بهداشت، و آموزش و پرورش این ناحیه در سطح حداقل‌ها ماند.
سال‌ها، چوب صندل همچنان فراورده عمده صادراتی تیمور شرقی بود تا این‌که صادرات قهوه نیز در میانه‌های سدهٔ نوزدهم حجمی قابل توجه پیدا کرد. حکومت پرتغالی‌ها در تیمور شرقی به‌طور کلی با نادیده گرفتن حق بومی‌ها و بهره‌کشی همراه بود.
سپس نوبت هلندی‌ها بود که به مجمع‌الجزایر اندونزی بیایند. هلندی‌ها بزودی پرتغالی‌ها را از اندونزی بیرون راندند و فقط قسمت شرقی جزیره تیمور را برای آن‌ها باقی گذاشتند. در پایان جنگ جهانی دوم و در پی مبارزات فراوان مردم اندونزی به رهبری احمد سوکارنو هلندی‌ها از اندونزی بیرون رفته و کشور اندونزی استقلال خود را کسب کرد. از جمله بخش غربی جزیره تیمور که متعلق به اندونزی بود مستقل شد اما بخش شرقی هنوز تحت استعمار پرتغال قرار داشت.
در روز ۲۵ آوریل سال ۱۹۷۴ میلادی حکومت استبدادی کائتانو، جانشین سالازار، دیکتاتور پرتغال در جریان یک انقلاب سرنگون گردید. نظامیان که قدرت را در دست گرفته بودند تصمیم به ترک مستعمرات گرفتند؛ بنابراین، پرتغال از مستعمرات خود از جمله تیمور شرقی خارج شد.
در پی بروز ناآرامی در جزیره تیمور، ارتش اندونزی به دستور سوهارتو بخش شرقی تیمور را اشغال کرد. به این ترتیب، در روز ۷ دسامبر سال ۱۹۷۵ میلادی ارتش اندونزی تیمور شرقی را به اشغال خود درآورد. این ماجرا سرآغاز یک جنگ قومی طولانی شد که به قتل‌عام‌های گسترده‌ای منجر گردید.

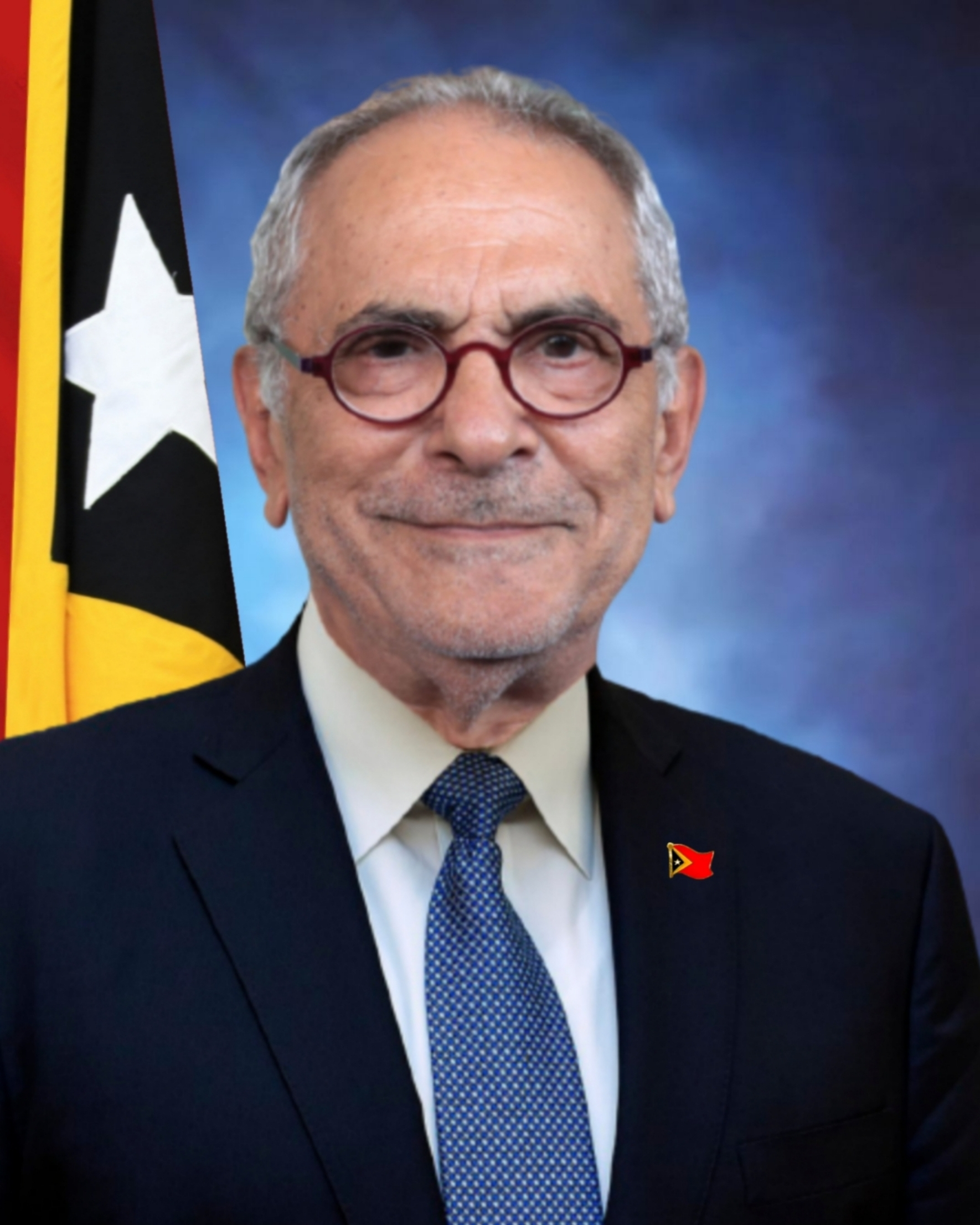
خوزه راموس چهارمین و هفتمین رئیس‌جمهور تیمور شرقی

در جریان خشونت‌ها در سال ۱۹۹۹ بیش از یک هزار نفر کشته و عده زیادی بی‌خانمان شدند. بیشتر موارد نقض حقوق بشر و خونریزی‌ها در تیمور شرقی در سال ۱۹۹۹، نتیجه اقدامات شبه نظامیان مسلح بوده و ارتش اندونزی مسئول مسلح کردن و سازماندهی این شبه نظامیان بوده‌است.

### تاریخ معاصر
در سال ۱۹۹۹ مردم تیمور شرقی با شرکت در یک همه‌پرسی که تحت نظر سازمان ملل برگزار شد به استقلال از اندونزی رای دادند. نتیجه این همه‌پرسی واکنش خشونت‌آمیز شبه نظامیان طرفدار اندونزی را به دنبال داشت.
اقدامات شبه نظامیان با ورود یگان‌هایی از ارتش استرالیا، که بر اساس قطعنامه شورای امنیت به این سرزمین اعزام شده بودند، خاتمه یافت اما در جریان خشونت‌ها، بیش از یک هزار تن از اهالی تیمور شرقی کشته شدند.
با خروج نیروهای اندونزی از تیمور شرقی، اداره امور این سرزمین به‌طور موقت برعهده نماینده سازمان ملل قرار گرفت و روز ۲۰ ماه مه سال ۲۰۰۲، تیمور شرقی به عنوان یک کشور مستقل مورد شناسایی بین‌المللی قرار گرفت.

## جغرافیا
جزیره تیمور در جنوب شرقی آسیا واقع شده و بخشی از ناحیه دریایی جنوب شرق آسیا به‌شمار می‌آید. جزیره تیمور در منتهی‌الیه شرقی مجمع الجزایر اندونزی واقع شده و به دلیل فاصله نزدیک به استرالیا از آب و هوایی خشک برخوردار است. تیمور شرقی بزرگ‌ترین و شرقی‌ترین جزیره از جزایر سوندای کوچک است. در شمال این جزیره، تنگه اُمبای، تنگه وِتار و دریای بزرگ باندا واقع شده‌اند. دریای تیمور جزیره را از سمت جنوب از استرالیا جدا می‌کند و استان سوندای شرقی اندونزی در غرب تیمور قرار دارد.
مساحت تیمور شرقی ۱۴٫۸۷۴ کیلومتر مربع است.

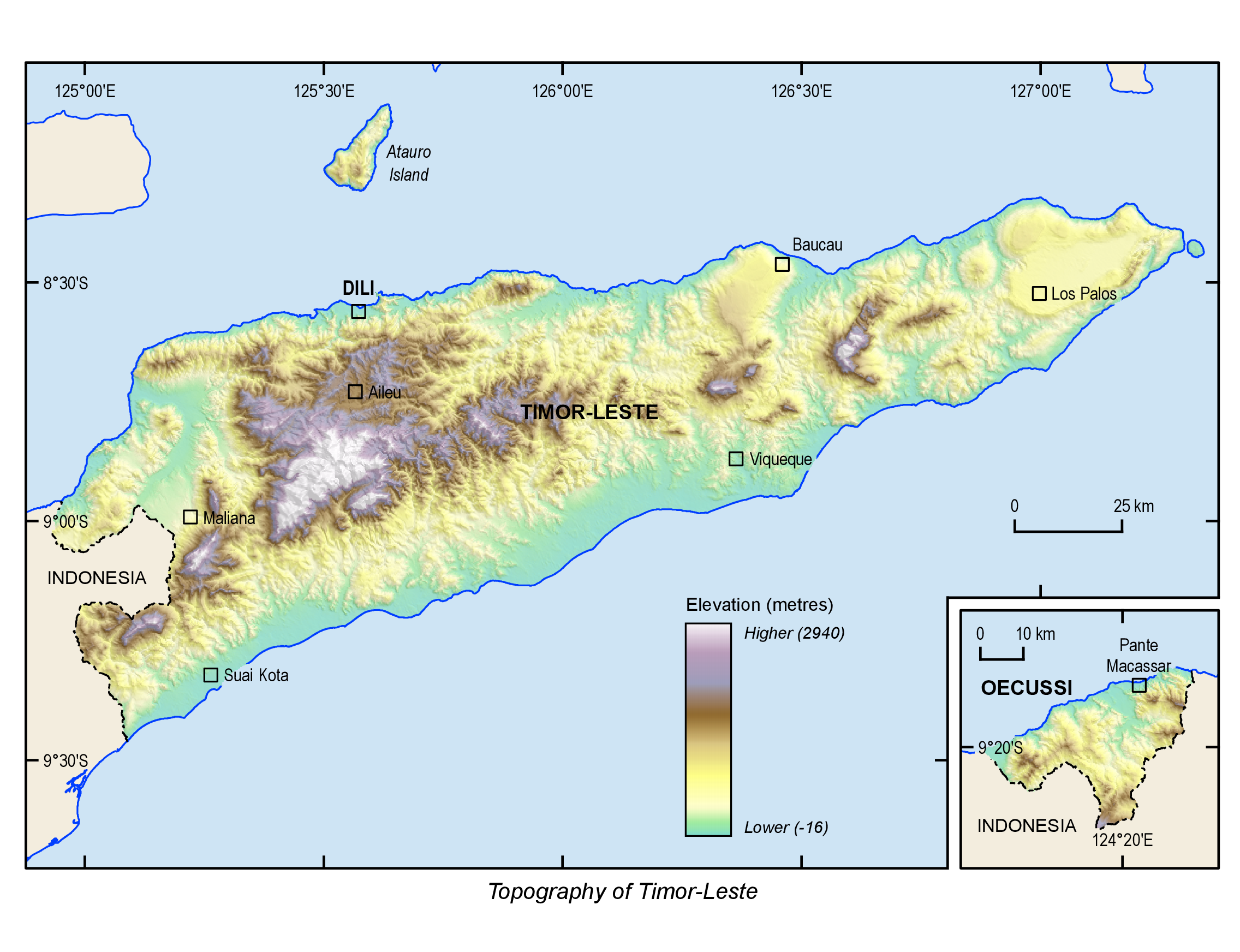
نقشه ناهمواری‌های تیمور شرقی.

بیشتر این کشور کوهستانی است و بلندترین نقطه آن تاتامایلائو (نام دیگر: رامِلائو) است به ارتفاع ۲۹۶۳ متر. آب و هوای تیمور شرقی گرمسیری و به‌طور کلی گرم و مرطوب است اما فصل‌های بارانی و خشک مشخصی دارد.
پایتخت و بزرگ‌ترین شهر این کشور بندر دیلی با ۴۸ هزار نفر جمعیت است و دومین شهر بزرگ کشور بائوکائو نام دارد. از دیگر شهرهای مهم تیمور شرقی می‌توان، داره ۱۷ هزار نفر، مالیانا ۱۲ هزار نفر و ارمرا ۱۲ هزار نفر را نام برد.
تیمور شرقی بین عرض‌های ۸ درجه جنوبی و ۱۰ درجه جنوبی و طول‌های ۱۲۴ درجه شرقی و ۱۲۸ درجه شرقی قرار دارد.
شرقی‌ترین منطقه تیمور شرقی از کوهستان پایت‌چاو و منطقه دریاچه ایرا لالارو تشکیل شده‌است که نخستین منطقه حفاظت‌شده کشور یعنی پارک ملی نینو کُنیس سانتانا در آن قرار دارد. آخرین منطقه باقی‌مانده از جنگل‌های خشک تیمور شرقی در این پارک ملی واقع شده‌است. این پارک شماری از گیاهان و گونه‌های جانوری منحصر به فرد را در خود جای داده و جمعیت انسانی آن کم است. ساحل شمالی کشور دارای تعدادی از مجموعه‌های آب‌سنگ مرجانی است که بقای آن‌ها در معرض خطر است.
کارشناسان محیط زیست در بررسی‌ها دریافته‌اند که آب‌های اطراف جزیره آتائورو در تیمور شرقی، بالاترین نرخ میانگین تنوع ماهی‌های صخره‌های مرجانی را در جهان دارد. زیست‌شناسان در بررسی روی ۱۰ منطقه صخره‌ای در جزیره «آتائورو» متوجه شدند در هر منطقه به‌طور متوسط ۲۵۳ گونه ماهی مرجانی وجود دارد. به این ترتیب این منطقه رکورد پیشین به‌دست آمده در جزیره «راجا آمپات» در اندونزی را از آن خود کرد. در طول انجام این مطالعه محققان مجموع ۶۴۲ گونه ماهی ساکن صخره‌های مرجانی را در سراسر این جزیره به ثبت رساندند.

## تقسیمات کشوری
تیمور شرقی به سیزده استان تقسیم شده که این استان‌ها به نوبه خود به ۶۵ شهرستان و ۴۴۲ دهستان (sucos) تقسیم شده‌اند و جمعاً ۲۲۲۵ دهکده (aldeias) دارند.
|   |                   | استان            | مرکز |                    | استان                        | مرکز |
| - | ----------------- | ---------------- | ---- | ------------------ | ---------------------------- | ---- |
| 1 | لائوتم Lautém     | لس‌پالوس Lospalos | 8    | لیکوئیسا Liquiçá   | لیکوئیسا                     |      |
| 2 | باوکاو Baucau     | باوکاو           | 9    | ارمرا Ermera       | گلنو Gleno                   |      |
| 3 | ویکه‌که Viqueque   | ویکه‌که           | 10   | آینارو Ainaro      | آینارو                       |      |
| 4 | ماناتوتو Manatuto | ماناتوتو         | 11   | بوبونارو Bobonaro  | مالیانا Maliana              |      |
| 5 | دیلی Díli         | دیلی             | 12   | کوا لیما Cova Lima | سوآی Suai                    |      |
| 6 | آیلئو Aileu       | آیلئو            | 13   | اوکوسه Oecusse     | پانته ماکاسار Pante Macassar |      |
| 7 | مانوفاهی Manufahi | سامه Same        |      |                    |                              |      |

## سیاست
نقش رئیس‌جمهور در نظام سیاسی این کشور نمادین است و قدرت اجرایی در دست نخست‌وزیر است. نخست‌وزیر رئیس حزبی است که بیشترین آرا را در انتخابات مجلس به دست آورد. نخست‌وزیر جدید این مستعمره سابق پرتغال را نیز حزب اکثریت حاضر در مجلس انتخاب می‌کند. نخست‌وزیر به عنوان رئیس دولت در این کشور کابینه را تعیین می‌کند.
نمایندگان مجلس ملی تیمور شرقی با رای مردم برای دوره‌ای پنج ساله انتخاب می‌شوند. تعداد کرسی‌های این مجلس می‌تواند بین ۵۲ تا ۶۵ کرسی تغییر کند.
تیمور شرقی تا سال ۲۰۰۲ میلادی یکی از استان‌های اندونزی بود. مردم این کشور کوچک جنوب شرق آسیا در یک همه‌پرسی عمومی و زیر نظارت نیروهای حافظ صلح ملل متحد، در ۳۰ اوت ۱۹۹۹ به استقلال خود از اندونزی رای دادند و سرانجام این کشور در روز ۲۰ مه ۲۰۰۲ میلادی اعلام استقلال کرد.
از سال ۲۰۰۲ میلادی زانانا گوسمائو به سمت رئیس‌جمهور و ژوزه راموس هورتا از سال ۲۰۰۶ به عنوان نخست‌وزیر انتخاب شدند.
مردم تیمور شرقی در مارس ۲۰۱۷ به فرانسیسکو گوترش رئیس‌جمهوری جدید این کشور رای دادند. رئیس حکومت در این کشور رئیس‌جمهور است که با رای مردم برای دوره‌ای پنج ساله انتخاب می‌شود.
در سال ۲۰۱۸ رئیس‌جمهوری جدید تیمور شرقی پس از آنکه دولت این کشور بر سر مسائل مختلف و از جمله لایحه بودجه با پارلمان اختلاف شدید پیدا کرد و تنش‌های سیاسی در این کشور افزایش یافت اقدام به انحلال مجلس نمود تا مردم این کشور در انتخاباتی جدید نمایندگان پارلمان را تعیین کنند.

## اقتصاد
واحد پول تیمور شرقی، دلار آمریکا با واحد جزء (سنت) می‌باشد. الوار، نارگیل، موز و سایر محصولات نواحی گرمسیری استوایی از صادرات تیمور شرقی محسوب می‌شود.

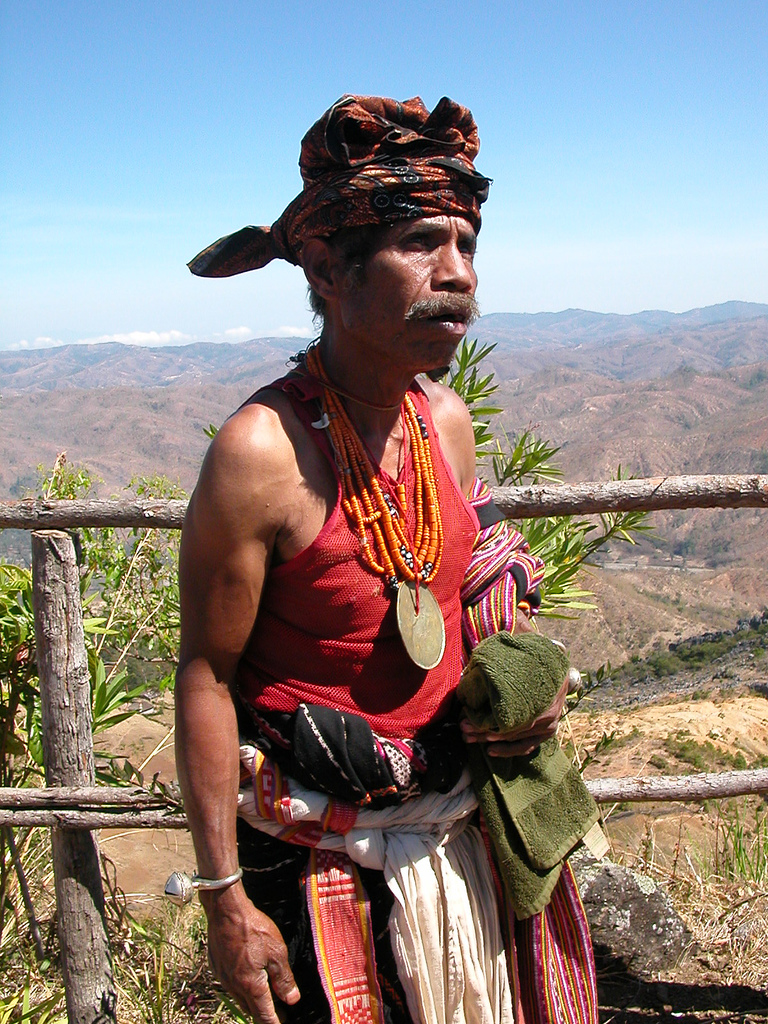

این کشور با جمعیت ۱٫۳ میلیون نفری با مشکلات زیادی روبه رو است که ازجمله می‌توان به فقر نیمی از این جمعیت اشاره کرد.
در اواخر سال ۱۹۹۹، ۷۰ درصد زیرساخت‌های اقتصادی تیمور شرقی توسط نظامیان اندونزیایی و شبه‌نظامیان تخریب شد و به دنبال آن نزدیک به ۲۶۰ هزار نفر از مردم تیمور شرقی از این کشور مهاجرت کردند. با به استقلال رسیدن این کشور در سال ۲۰۰۲، سازمان ملل با کمک دیگر سازمان‌های بین‌المللی شروع به بازسازی زیرساخت‌های تخریب شده کردند. تنها در عرض چند ماه نزدیک به ۵۰ هزار نفر از مهاجران به کشور بازگشتند.
مهم‌ترین محصول این کشور چوب صندل است که در کنار فراورده‌های دیگری همچون قهوه و مرمر به کشورهای آمریکا، آلمان، پرتغال، استرالیا و اندونزی صادر می‌شود. مواد غذایی، گازوئیل، نفت سفید و ماشین‌آلات نیز جزو واردات این کشور از همین کشورهاست.
آمار دقیقی از نیروی کار این کشور در دست نیست، اما تخمین زده می‌شود نرخ بیکاری در این کشور ۵۰ درصد باشد. ۴۲ درصد مردم این کشور زیر خط فقر زندگی می‌کنند. در سال ۲۰۰۷ نرخ تورم در آن ۴/۵ درصد بود.
ذخایر گازی که زمانی مورد ادعای مالکیت استرالیا بود، از عوامل کلیدی تأثیرگذار در اقتصاد تیمور شرقی است. میدان گازی سان رایز بزرگ بیش از ۱۴۴ میلیارد متر مکعب گاز و همچنین ۲۲۶ میلیون بشکه میعانات گازی که حدود ۴۰ میلیارد دلار ارزش دارد را در خود جای داده‌است. در سال ۲۰۱۷ دادگاه بین‌المللی لاهه اعلام کرد که تیمور شرقی و استرالیا در مورد این میدان گازی توافق کردند یک نظم خاص برای میدان سان رایز بزرگ ایجاد نمایند تا مسیر توسعه این میدان و اشتراک درآمدهای حاصل از آن را هموار سازند.

## مردم

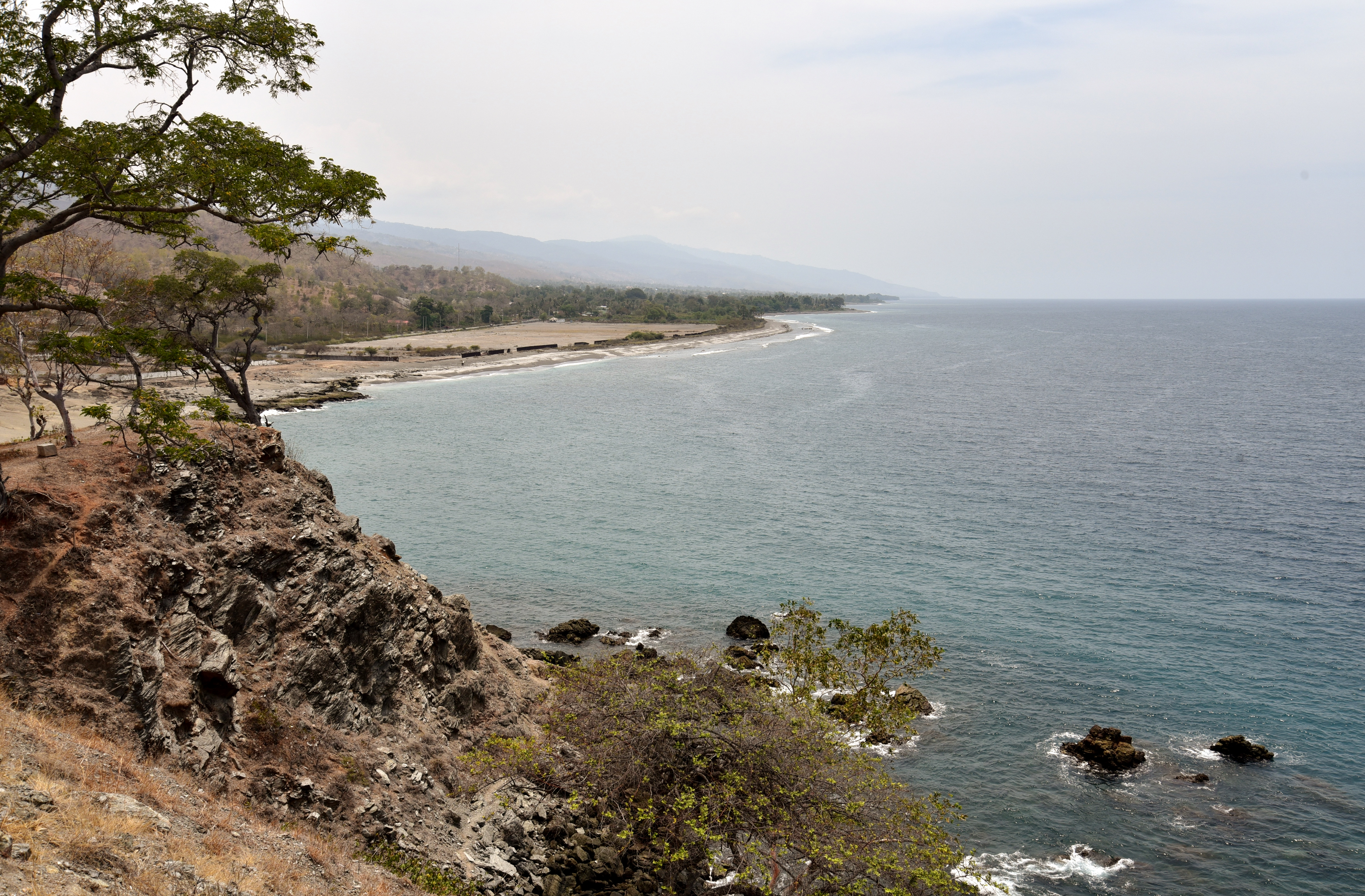
تصویری از صخره های ساحلی در تیمور شرقی

اکثریت نژاد تیمور شرقی را رامائوبره‌ها تشکیل می‌دهند، چینی‌ها، اندونزیایی‌ها و پرتغالی‌ها در اقلیت هستند. تتوم و پرتغالی زبان‌های رسمی تیمور شرقی هستند.
تیمور شرقی دومین کشور مسیحی قاره آسیا بعد از فیلیپین است. تیموری‌ها ۷۸ درصد جمعیت کشور را تشکیل می‌دهند و از دو گروه عمده Austtonesian و پاپوایی تشکیل شده‌اند.
دین ۸۶ ٪ مردم تیمور شرقی، کاتولیک، ۵ ٪ پروتستان و ۳ ٪ مسلمان است.
غذاهای تیمور شرقی شامل غذاهای منطقه‌ای محبوب مانند گوشت خوک، ماهی، ریحان، تمر هندی، حبوبات، ذرت، برنج، سبزیجات ریشه‌ای و میوه‌های گرمسیری می‌باشد. آشپزی در تیمور شرقی از آشپزی جنوب شرقی آسیا و از غذاهای پرتغالی تأثیر گرفته‌است. به خاطر قرن‌ها حضور پرتغالی‌ها در این جزیره ادویه‌های دیگر مستعمرات پرتغالی در جهان در تیمور شرقی نیز کاربرد دارند.